# Distrito de Ntoroko

El distrito de Ntoroko es uno de los ciento once distritos administrativos que dan origen a la actual organización territorial de la República de Uganda. Su ciudad capital es la ciudad de Ntoroko.

## Localización
El distrito de Ntoroko se ubica al oeste de las montañas Rwenzori. Por el orte y el oeste esta comparte fronteras internacionales con la República Democrática del Congo, al noreste limita con el distrito de Hoima, al este hace lo mismo con el distrito de Kibaale, con el distrito de Kabarole por el sur y con el distrito de Bundibugyo por el sudoeste. 

## Población
El distrito de Ntoroko cuenta con una población total de 51.069 habitantes según las cifras suministradas por el censo poblacional llevado a cabo durante el año 2002 en Uganda.